# إقليم الحوز
إقليم الحوز هو إقليم في جهة مراكش آسفي، يحده من الشمال عمالة مراكش وإقليم الرحامنة وإقليم قلعة السراغنة، ومن الشرق إقليم ورزازات وإقليم أزيلال، ومن الغرب إقليم شيشاوة، ومن الجنوب إقليم تارودانت. ويبلغ عدد سكان إقليم الحوز 128 573 نسمة حسب الإحصاء العام للسكان والسكنى لسنة 2014.

## التقسيم الإداري
يتكون إقليم الحوز من ثلاثة جماعات حضرية و37 جماعة قروية:

### الجماعات الحضرية
- آيت ورير
- أمزميز
- تحناوت

### الجماعات القروية
| الدوائر         | القيادات                 | الجماعات           |
| --------------- | ------------------------ | ------------------ |
| دائرة التوامة   | قيادة التوامة            | تمكرت              |
| دائرة التوامة   | قيادة التوامة            | التوامة            |
| دائرة التوامة   | قيادة تزارت              | تزارت              |
| دائرة التوامة   | قيادة زرقطن              | زرقطن              |
| دائرة التوامة   | قيادة تغدوين             | تغدوين             |
| دائرة التوامة   | قيادة أبادو              | أبادو              |
| دائرة التوامة   | قيادة أبادو              | آيت عادل           |
| دائرة التوامة   | قيادة أبادو              | آيت حكيم آيت يزيد  |
|                 |                          |                    |
| دائرة آيت أورير | قيادة فاسكا سيدي داود    | آيت سيدي داود      |
| دائرة آيت أورير | قيادة فاسكا سيدي داود    | آيت فاسكا          |
| دائرة آيت أورير | قيادة سيدي عبد الله غيات | سيدي عبد الله غيات |
| دائرة آيت أورير | قيادة سيدي عبد الله غيات | تمزوزت             |
| دائرة آيت أورير | قيادة أغمات              | أغمات              |
| دائرة آيت أورير | قيادة أغمات              | إكرفروان           |
| دائرة آيت أورير | قيادة تديلي مسفيوة       | تديلي مسفيوة       |
|                 |                          |                    |
| دائرة تحناوت    | قيادة أغواطيم تدرارة     | أغواطيم            |
| دائرة تحناوت    | قيادة تمصلوحت            | تمصلوحت            |
| دائرة تحناوت    | قيادة أوريكة             | أوريكة             |
| دائرة تحناوت    | قيادة مولاي إبراهيم      | مولاي إبراهيم      |
| دائرة تحناوت    | قيادة ستي فاطمة          | أوكايمدن           |
| دائرة تحناوت    | قيادة ستي فاطمة          | ستي فاطمة          |
|                 |                          |                    |
| دائرة أمزميز    | قيادة أمغراس             | أمغراس             |
| دائرة أمزميز    | قيادة وزكيتة             | وزكيتة             |
| دائرة أمزميز    | قيادة وزكيتة             | للا تكركوست        |
| دائرة أمزميز    | قيادة وزكيتة             | أولاد امطاع        |
| دائرة أمزميز    | قيادة وزكيتة             | سيدي بدهاج         |
| دائرة أمزميز    | قيادة كدميوة             | تزكين              |
| دائرة أمزميز    | قيادة كدميوة             | دار الجامع         |
| دائرة أمزميز    | قيادة أزكور أنكال        | أزكور              |
| دائرة أمزميز    | قيادة أزكور أنكال        | أنكال              |
|                 |                          |                    |
| دائرة أسني      | قيادة أسني               | أسني               |
| دائرة أسني      | قيادة ويركان             | ويركان             |
| دائرة أسني      | قيادة ويركان             | إمكدال             |
| دائرة أسني      | قيادة ثلاث نيعقوب        | إجوكاك             |
| دائرة أسني      | قيادة ثلاث نيعقوب        | ثلاث نيعقوب        |
| دائرة أسني      | قيادة ثلاث نيعقوب        | إغيل               |
| دائرة أسني      | قيادة ثلاث نيعقوب        | أغبار              |

## السكان
حسب الإحصاء العام للسكان والسكنى لسنة 2014:
- عدد السكان المغاربة في إقليم الحوز: 766 572 نسمة
- عدد السكان الأجانب في إقليم الحوز: 362 نسمة
- المجموع: 128 573 نسمة

## التضاريس
تضاريس إقليم الحوز متنوعة وتشمل مزيجا من الجبال والوديان والمناطق الساحلية:
- الجبال: إقليم الحوز يتميز بوجود سلاسل جبلية تمتد عبر المنطقة. هذه الجبال تشكل جزءًا من جبال الأطلس الكبير وترتفع إلى ارتفاعات متغيرة، تلك الجبال تشكل وجهة سياحية وفرصًا لرياضة المشي لمسافات طويلة والتسلق.[5]
- الوديان: تحتوي المنطقة على العديد من الوديان والأودية التي تنحدر من الجبال، هذه الوديان تكون ممتلئة بالنباتات البرية والأنهار الجارية وتوفر بيئات طبيعية رائعة للاستكشاف.
- المناطق الساحلية: إقليم الحوز يطل على الساحل الأطلسي، وبالتالي توجد فيه مناطق ساحلية تشكل وجهات سياحية مشهورة.[6]
- التضاريس الصحراوية: جزء من إقليم الحوز يمتد إلى المناطق الصحراوية في الجنوب الشرقي. تتميز هذه المناطق بالأراضي الجافة والصحارى والمناظر الصحراوية.[7]

## الاقتصاد
يقوم اقتصاد إقليم الحوز أساساً على الفلاحة والسياحة، ويتمتع إقليم الحوز بإمكانيات هامة ومتنوعة في المجال الفلاحي، وتشمل على وجه الخصوص الجوز وزيت الزيتون والتفاح والعسل والنباتات العطرية والطبية.

## زلزال الحوز 2023
في شتنبر 2023، بعد الزلزال الذي ضرب عدة مناطق في المغرب، إحتل إقليم الحوز، المرتبة الأولى من حيث عدد الضحايا، حيث بلغ مجموع الوفيات 1684.

## عامل إقليم الحوز
| عامل الإقليم | السنوات            |
| ------------ | ------------------ |
| عمر التويمي  | من 2016 - إلى 2019 |
| رشيد بنشيخي  | من 2019 - إلى الآن |